# Alopecosa kratochvili
Alopecosa kratochvili este o specie de păianjeni din genul Alopecosa, familia Lycosidae. A fost descrisă pentru prima dată de Schenkel, 1963. Conform Catalogue of Life specia Alopecosa kratochvili nu are subspecii cunoscute.